# Jacques-Louis de Bougrenet de La Tocnaye
Pour les articles homonymes, voir La Tocnaye.
Jacques-Louis de Bougrenet de la Tocnaye, né le 25 novembre 1767 à Nantes et mort le 4 octobre 1823 à Bouguenais, est un militaire et voyageur français qui fut le compagnon d'exil de Chateaubriand.

## Biographie
Jacques de Latocnaye est né à Nantes le 20 novembre 1767, dans une famille de petite et ancienne noblesse d'origine vendéenne, de tradition militaire. Le nom de Latocnaye est celui d'une terre à Sainte-Marie de Pornic, entrée dans la famille Bougrenet par mariage en 1574.
D'abord officier dans l'armée royale (régiment de Monsieur), il fuit la Révolution et émigre en 1791. Il s'engage dans l'Armée des Princes à Coblence. Après la dissolution de cette armée à l'automne 1792, il part pour Londres où il arrive fin décembre 1792. Il rencontre Chateaubriand. S'ennuyant rapidement dans le milieu des émigrés désœuvrés et sans ressources, il entreprend un voyage en Angleterre, puis en Écosse, en Irlande et finalement en Scandinavie. 
Muni d'argent et de lettres de recommandation pour des notables et des ecclésiastiques de l'Église Établie, il loge chez l'habitant et dans les résidences de ses hôtes, et se déplace presque uniquement à pied, portant un bagage très réduit. Il rédige en français des récits de voyage qu'il fait imprimer à ses frais et place lui-même en souscription et chez les libraires. Ses ouvrages ont du succès et sont rapidement traduits en anglais et en allemand. 
Il rentre en France en 1802 et obtient sa radiation des listes de l'émigration mais ne se rallie pas au Consulat, contrairement à Chateaubriand. Son frère Joseph-Louis était mort à la guerre dans les armées de la République. Il se retire à Thouaré et Luçon dans sa famille. Il sera décoré à la Restauration au titre de l'armée des émigrés. Il ne reprendra pas d'activité au service de l'État. Son frère cadet Alexandre-Charles sera sous-préfet à Paimbœuf.

### Sources
- Fernand Baldensperger, Le touriste de l'Émigration française. Le chevalier de Latocnaye et ses promenades dans l'Europe du Nord., Bibliothèque Universelle et Revue Suisse, N° 221 mai 1914.
- Patrick Mahéo, Jacques-Louis de La Tocnaye (1767-1823) étonnant voyageur et compagnon d'exil de Chateaubriand, Bulletin de l'Association bretonne et Union régionaliste bretonne, C 1998, p. 177, I 1999.